# Уилям Грегъри
Уилям Джордж Грегъри (на английски: William George Gregory) е американски астронавт, участник в един космически полет.

## Образование
Уилям Грегъри завършва средно образование в Lockport High School в родния си град през 1975 г. Завършва Академията на USAF, Колорадо Спрингс, Колорадо през 1979 г. с бакалавърска степен по инженерство. През 1980 г. се дипломира в Колумбийския университет в Ню Йорк с магистърска степен по инженерна механика. През 1984 г. защитава втора магистратура по мениджмънт в Университета Трой, Алабама.

## Военна кариера
Уилям Грегъри става пилот през 1980 г. Между 1981 и 1986 г. лети на среден стратегически бомбардировач F-111. В края на този период става инструктор. Служи в авиобазите Лейкънхед, Великобритания и Кенън, Ню Мексико. През 1987 г. завършва школа за тест пилоти в авиобазата Едуардс, Калифорния. До селекцията му за астронавт работи като тест пилот в същата авиобаза. В кариерата си има повече от 5000 полетни часа на 40 различни типа самолети, най-вече реактивни.

## Служба в НАСА
Уилям Грегъри е избран за астронавт от НАСА на 17 януари 1990 г., Астронавтска група №13. Той е взел участие в един космически полет и има 400 часа в космоса.

### Полети
| Космически полет на Уилям Джордж Грегъри                       | Космически полет на Уилям Джордж Грегъри | Космически полет на Уилям Джордж Грегъри | Космически полет на Уилям Джордж Грегъри | Космически полет на Уилям Джордж Грегъри | Космически полет на Уилям Джордж Грегъри | Космически полет на Уилям Джордж Грегъри |
| №                                                              | Дата                                     | КК                                       | Емблема на мисията                       | Функции                                  | Продължителност                          |                                          |
| -------------------------------------------------------------- | ---------------------------------------- | ---------------------------------------- | ---------------------------------------- | ---------------------------------------- | ---------------------------------------- | ---------------------------------------- |
| 1                                                              | 2 март 1995                              | „Индевър“, мисия STS-67                  |                                          | Пилот                                    | 16 денонощия 15 часа 08 мин. 48 сек.     |                                          |
| Сумарно време в космоса – 16 денонощия 15 часа 08 мин. 48 сек. |                                          |                                          |                                          |                                          |                                          |                                          |